# Axiocerses almeida
Axiocerses almeida är en fjärilsart som beskrevs av Felder 1862. Axiocerses almeida ingår i släktet Axiocerses och familjen juvelvingar. Inga underarter finns listade i Catalogue of Life.